# Vincenzo II Gonzaga
Vincenzo II Gonzaga (Mantova, 8 febbraio 1594 – Mantova, 25 dicembre 1627) fu un cardinale italiano, divenne VII duca di Mantova e del Monferrato dal 1626 al 1627. Alla sua morte si estinse il ramo diretto dei Gonzaga di Mantova.

## Biografia

### Giovinezza
Morto senza eredi nel 1626 il fratello Ferdinando, Vincenzo, figlio terzogenito di Vincenzo I e di Eleonora de' Medici, gli successe al governo del Ducato di Mantova, ottenendo l'investitura imperiale l'8 febbraio 1627.
Sono questi i tempi più bui della dinastia gonzaghesca, e forse dell'intera storia della città di Mantova; Vincenzo era l'ultimo erede della linea dinastica principale della famiglia, tanto che già sotto il governo del fratello erano stati avviati contatti col ramo francese dei Gonzaga-Nevers, per assicurare la continuazione della dinastia.
Vincenzo, nel concistoro del 2 dicembre 1615, era stato nominato cardinale-diacono da papa Paolo V (ma senza assegnazione di un titolo cardinalizio), ma con un colpo di testa poco dopo l'aveva smessa, così che lo stesso papa Paolo V, nel concistoro segreto del 5 settembre 1616, informò il Sacro Collegio che Vincenzo in nullo ex sacris ordinibus constitutum (non avendo ricevuto alcun Ordine sacro) contraxisse et consumasse (poteva contrarre e consumare) matrimonio e quindi il Concistoro, con voto unanime di papa e cardinali, privò Vincenzo della dignità cardinalizia e dei benefici ecclesiastici ad essa connessi.

### Matrimonio
Vincenzo sposò quindi nello stesso anno Isabella Gonzaga di Novellara, figlia di Alfonso I Gonzaga, marchese di Novellara, una congiunta molto più anziana di lui (aveva 40 anni contro i suoi 22). Queste nozze vennero osteggiate dal fratello Ferdinando che tramò per l'annullamento del matrimonio. Dopo un iniziale tentennamento, anche Vincenzo si unì alle trame del fratello e venne inscenata una falsa accusa di stregoneria ai danni della donna. Questa però, intelligentemente, anziché rispondere alle accuse rimanendo a Mantova (dove temeva di essere assassinata), si consegnò al papa. Il successivo processo ristabilì la verità e Isabella venne prosciolta da ogni accusa.

### Ascesa al ducato

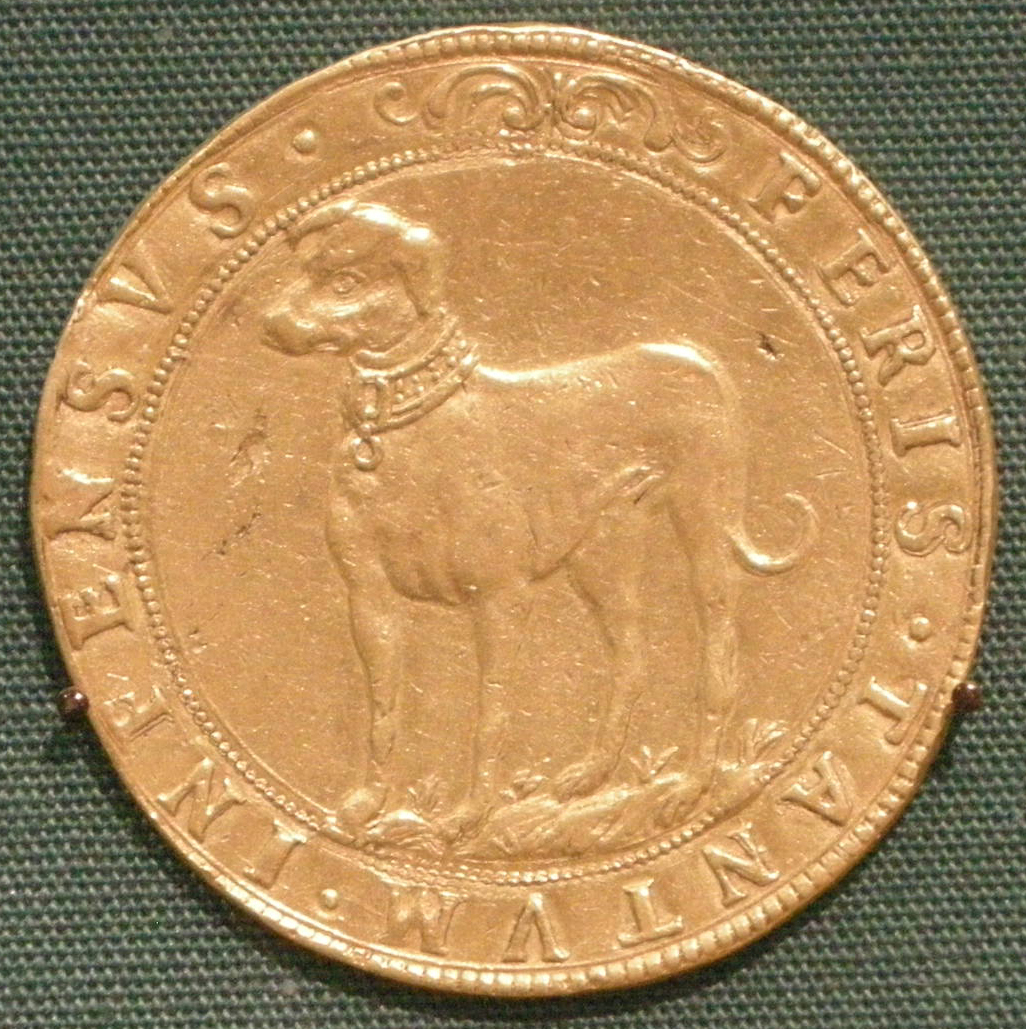
12 ducati d'oro di Vincenzo II Gonzaga, duca di Mantova, 1627.

Quando, nel 1626, Ferdinando Gonzaga morì, la situazione della famiglia era tragica: Vincenzo salì al potere conscio di essere l'ultimo membro maschio della famiglia principale, il suo matrimonio precedente non era ancora stato annullato (cosa che rendeva impossibili nuove nozze) mentre contro di lui pendeva una possibile condanna da parte della Sacra Rota. In più la sua salute era cagionevole, nonostante avesse solamente 33 anni. Bisognava così designare un ramo cadetto della famiglia che succedesse a quello principale. Le maggiori potenze europee guardavano con attenzione a questa scelta, premendo ognuna per il proprio favorito: Spagna e Impero per il ramo dei Gonzaga di Guastalla, la Francia, per quello di Nevers.

### Fine del ramo principale dei Gonzaga
La scelta ricadde su Carlo Gonzaga-Nevers, cugino del padre, alla cui famiglia, nonostante il parere contrario dell'imperatore, fu affidata la successione dinastica poiché era il ramo più vicino come parentela e discendente, al contrario dei rami più lontani, dal primo Duca di Mantova Federico II. Il giorno di Natale del 1627, ormai in punto di morte, Vincenzo acconsentì al matrimonio tra Carlo di Rethel (figlio di Carlo Gonzaga-Nevers) con la propria nipote Maria Gonzaga, figlia del defunto duca Francesco IV e di Margherita di Savoia. Celebrate le nozze, Vincenzo II spirò: il rifiuto dell'imperatore Ferdinando II di approvare la successione di Carlo Gonzaga-Nevers causerà lo scoppio della guerra.
Nel breve periodo del suo ducato Vincenzo II viene ricordato soprattutto per la vendita di parte della collezione d'arte gonzaghesca, la famosa Celeste Galeria, ceduta per una cifra elevata (30.000 sterline dell'epoca, la più costosa acquisizione di opere d'arte della Casa Reale di Inghilterra), ma considerata relativamente bassa per la qualità delle opere, al Re d'Inghilterra Carlo I, marito di sua cugina Enrichetta di Francia (figlia di sua zia Maria de Medici), tramite il mercante d'arte Daniel Nys.
Alla morte di Vincenzo, nel 1627, si estinse il ramo diretto dei Gonzaga di Mantova.

## Discendenza
Vincenzo II non ebbe discendenza diretta dalla consorte, ma ebbe quattro figli naturali:
- Federico Gonzaga (1619-1630), nato da Paola Scarpelli, legittimato, Abate di Lucedio[5].
- Tiberio Silvio Gonzaga (1620-1630), Cavaliere dell'Ordine di Malta e Balì d'Armenia[5].
- Luigi Gonzaga, nato da Luigia "la spagnola", morto in tenera età[5].
- Giovanni Gonzaga (?-1645), Cavaliere dell'Ordine di Malta e abate di Lucedio in Monferrato[5].

## Ascendenza
|                        |                     |                           | Genitori                    |  |  | Nonni |  |  | Bisnonni            |  |  | Trisnonni            |  |
|                        |                     |                           |                             |  |  |       |  |  | Federico II Gonzaga |  |  | Francesco II Gonzaga |  |
|                        |                     |                           |                             |  |  |       |  |  | Federico II Gonzaga |  |  | Francesco II Gonzaga |  |
|                        |                     | Isabella d'Este           |                             |  |  |       |  |  | Federico II Gonzaga |  |  |                      |  |
| Guglielmo Gonzaga      |                     |                           |                             |  |  |       |  |  | Federico II Gonzaga |  |  |                      |  |
|                        |                     | Margherita Paleologa      | Guglielmo IX del Monferrato |  |  |       |  |  |                     |  |  |                      |  |
|                        |                     | Margherita Paleologa      | Guglielmo IX del Monferrato |  |  |       |  |  |                     |  |  |                      |  |
|                        |                     | Margherita Paleologa      | Anna d'Alençon              |  |  |       |  |  |                     |  |  |                      |  |
| Vincenzo I Gonzaga     |                     | Margherita Paleologa      |                             |  |  |       |  |  |                     |  |  |                      |  |
|                        |                     | Ferdinando I d'Asburgo    | Filippo I di Castiglia      |  |  |       |  |  |                     |  |  |                      |  |
|                        |                     | Ferdinando I d'Asburgo    | Filippo I di Castiglia      |  |  |       |  |  |                     |  |  |                      |  |
|                        |                     | Ferdinando I d'Asburgo    | Giovanna di Castiglia       |  |  |       |  |  |                     |  |  |                      |  |
| Eleonora d'Austria     |                     | Ferdinando I d'Asburgo    |                             |  |  |       |  |  |                     |  |  |                      |  |
|                        |                     | Anna Jagellone            | Ladislao II di Boemia       |  |  |       |  |  |                     |  |  |                      |  |
|                        |                     | Anna Jagellone            | Ladislao II di Boemia       |  |  |       |  |  |                     |  |  |                      |  |
|                        |                     | Anna Jagellone            | Anna di Foix-Candale        |  |  |       |  |  |                     |  |  |                      |  |
| Vincenzo II Gonzaga    |                     | Anna Jagellone            |                             |  |  |       |  |  |                     |  |  |                      |  |
|                        | Cosimo I de' Medici | Giovanni dalle Bande Nere |                             |  |  |       |  |  |                     |  |  |                      |  |
|                        | Cosimo I de' Medici | Giovanni dalle Bande Nere |                             |  |  |       |  |  |                     |  |  |                      |  |
|                        | Cosimo I de' Medici | Maria Salviati            |                             |  |  |       |  |  |                     |  |  |                      |  |
| Francesco I de' Medici | Cosimo I de' Medici |                           |                             |  |  |       |  |  |                     |  |  |                      |  |
|                        |                     | Eleonora di Toledo        | Pedro Álvarez de Toledo     |  |  |       |  |  |                     |  |  |                      |  |
|                        |                     | Eleonora di Toledo        | Pedro Álvarez de Toledo     |  |  |       |  |  |                     |  |  |                      |  |
|                        |                     | Eleonora di Toledo        | María Osorio y Pimentel     |  |  |       |  |  |                     |  |  |                      |  |
| Eleonora de' Medici    |                     | Eleonora di Toledo        |                             |  |  |       |  |  |                     |  |  |                      |  |
|                        |                     | Ferdinando I d'Asburgo    | Filippo I di Castiglia      |  |  |       |  |  |                     |  |  |                      |  |
|                        |                     | Ferdinando I d'Asburgo    | Filippo I di Castiglia      |  |  |       |  |  |                     |  |  |                      |  |
|                        |                     | Ferdinando I d'Asburgo    | Giovanna di Castiglia       |  |  |       |  |  |                     |  |  |                      |  |
| Giovanna d'Austria     |                     | Ferdinando I d'Asburgo    |                             |  |  |       |  |  |                     |  |  |                      |  |
|                        |                     | Anna Jagellone            | Ladislao II di Boemia       |  |  |       |  |  |                     |  |  |                      |  |
|                        |                     | Anna Jagellone            | Ladislao II di Boemia       |  |  |       |  |  |                     |  |  |                      |  |
|                        |                     | Anna Jagellone            | Anna di Foix-Candale        |  |  |       |  |  |                     |  |  |                      |  |
|                        |                     | Anna Jagellone            |                             |  |  |       |  |  |                     |  |  |                      |  |

## Stemma
| Image | Stemma |
| ----- | --- |
| \| \| | Vincenzo II Gonzaga Duca di Mantova e Monferrato D'argento, alla croce patente di rosso accantonate da quattro aquile affrontate e spiegate di nero. Sul tutto partito di due e troncato di due, che dà nove quarti: nel 1o di rosso all'aquila bicipite spiegata d'oro, bicoronata dello stesso (Impero Romano d'Oriente); nel 2o di rosso al leone dalla coda doppia d'argento, armato e lampassato d'oro, coronato e collarinato dello stesso (Boemia); nel 3o fasciato d'oro e di nero (Gonzaga antico); nel 4o d'argento alla croce potenziata d'oro accantonata da quattro crocette dello stesso (Gerusalemme); nel 6o d'argento al capo di rosso (Aragona); nel 7o fasciato d'oro e di nero di dieci pezzi al crancelino di verde attraversante (Sassonia); nell'8o d'azzurro seminato di crocette ricrocettate e fitte d'oro a due barbi addossati dello stesso (Bar); nel 9o di rosso alla croce d'oro accantonata da quattro B greche dello stesso, addossate due a due (Costantinopoli). Nel punto d'onore di rosso alla fascia d'argento (Austria) timbrato da corona arciducale |
|       | |